# Ferencvárosi Torna Club (polo aquático)
Ferencvárosi Torna Club é um clube de polo aquático da cidade de Budapeste, Hungria.

## História
O clube foi fundado em 1899. 

## Títulos
- Liga Húngara de Polo aquático
  - 1910, 1911, 1912, 1913, 1918, 1919, 1920, 1921, 1922, 1925, 1926, 1927, 1944, 1956, 1962, 1963, 1965, 1968, 1987–88, 1989–90, 1999–00